# École supérieure interafricaine d'électricité
L'École supérieure interafricaine d'électricité (ou ESIE) est un établissement d'enseignement supérieur spécialisé implanté à Bingerville, en Côte d'Ivoire. 

## Historique
Créée lors du 6e Congrès de l'Union des producteurs, transporteurs et distributeurs de l’énergie électrique d’Afrique, qui s'est tenu à Dakar du 29 mai au 4 juin 1978, l'ESIE a pour mission de donner une formation d'ingénieur électromécanicien bilingue à des élèves venant des sociétés d'électricité membres.
De 1979 à 2000, l'ESIE a formé plus de 250 ingénieurs de plusieurs pays africains. La plupart de ces ingénieurs occupent aujourd'hui des postes de grande responsabilité dans leurs sociétés.
En 2001, devant l'évolution des politiques de formation des ingénieurs au sein de plusieurs sociétés membres, l'UPDEA a cédé l'ESIE au gouvernement ivoirien pour qu'elle soit intégrée à l'université de Cocody. Abandonnée depuis le début des années 2000, l'école est en cours de réhabilitation. 